# Alnwick (distretto)
Alnwick è stato un distretto locale del Northumberland, Inghilterra, Regno Unito, con sede nella città omonima.
Il distretto fu creato con il Local Government Act 1972, il 1º aprile, 1974 dalla fusione dei distretti urbani di Alnwick e Amble con il Distretto rurale di Alnwick e il Distretto rurale di Rothbury. Nel 2009 il distretto è stato soppresso con la trasformazione in autorità unitaria dell'intero territorio del Northumberland.
Rientrava tra i distretti più rurali e a densità minore del Regno Unito, avendo la media di una popolazione di 31.029 residenti su un'area che si distende per 1.070 km², stando ai dati del censimento del 2001. Questo significa che la densità media è di 29 persone per km², nettamente inferiore alla media di tutta la nazione di 245 persone per km². Oltre il 50% della popolazione è distribuito nelle tre principali cittadine del distretto, ovvero Alnwick (7,600 abitanti), Amble (6,100 abitanti) and Rothbury (2,500 abitanti).

## Parrocchie civili
- Acklington
- Alnham
- Alnmouth
- Alnwick
- Alwinton
- Amble by the Sea
- Biddlestone
- Brinkburn
- Callaly
- Cartington
- Craster
- Denwick
- Edlingham
- Eglingham
- Elsdon
- Embleton
- Felton
- Glanton
- Harbottle
- Hauxley
- Hedgeley
- Hepple
- Hesleyhurst
- Hollinghill
- Lesbury
- Longframlington
- Longhoughton
- Netherton
- Newton-by-the-Sea
- Newton-on-the-Moor and Swarland
- Nunnykirk
- Rennington
- Rothbury
- Rothley
- Shilbottle
- Snitter
- Thropton
- Togston
- Whitton and Tosson
- Warkworth
- Whittingham